# チリ共産党
チリ共産党（チリきょうさんとう 西: Partido Comunista de Chile, PCCh）は、チリ共和国の共産主義政党。

## 歴史

### 結党
1912年にルイス・エミリオ・レカバーレンらによって、チリ社会主義労働党として結成され、1922年にチリ共産党に改称した。1920年代にはイバーニェス大統領の下で非合法化を経験するが、1930年代にはチリ社会党、急進党などと共闘する人民戦線戦術によって勢力を拡大した。1938年、人民戦線が推す急進党のペドロ・アギーレ・セルダが大統領に当選し、チリ共産党はこれに閣外協力した。1946年にはガブリエル・ゴンサレス・ビデラ大統領の下で初めて3名の閣僚ポストを得た。しかし、東西冷戦によって急速に右傾化したビデラ大統領は1948年、共産党を非合法化、以後10年間非合法活動を余儀なくされた。1958年に再び合法化されたが、皮肉なことに、このとき共産党の合法化を行ったのは、前回大統領を務めていた際には共産党を非合法化した経歴を持つイバーニェス大統領であった。

### チリ社会党との連合
1958年以降、1973年までは一貫してチリ社会党と共闘関係を結び、1958年・64年・70年と社会党のサルバドール・アジェンデを大統領候補に推した。
1970年には、従来の社会党との共闘に加えて急進党および左派諸政党を加えた政党連合「人民連合」を組織して、アジェンデを大統領に当選させた。アジェンデ政権成立当時は得票率約15%で、社会党・急進党にほぼ匹敵する党勢で、アジェンデ政権には3名の閣僚を送った。

### ピノチェト軍政時代
チリ共産党は、武力闘争路線を否定し、議会主義を取ったため、アジェンデ政権下では武装路線を辞さない左翼革命運動や社会党左派などの急進派と対立があったが、1973年のチリ・クーデターの後、ピノチェトの軍事独裁政権の下でチリ共産党は非合法化され、所属の国会議員や知事・市長、数多くの党員などが逮捕され、拷問、あるいは闇から闇に消し去られるなど、激しい弾圧を受けた（コンドル作戦）。その過程で、かつて対立した左翼革命運動と連携して武力闘争に路線変更し、党の指導の下で武力組織「マヌエル・ロドリゲス愛国戦線」(Frente Patriótico Manuel Rodríguez, FPMR)を創設し、1986年にピノチェトに対する襲撃を行ったが、失敗した。

### 民政復帰後
1989年の民政復帰時には再び武装闘争を放棄し、パトリシオ・エイルウィンを支持して当選に一役買ったが、議員選挙の議席はゼロとなった。現在はウマニスタ党、左翼革命運動などとともにフント・ポデーモス・マスという連合を結成、7～8%余りの得票を得るも議席を獲れない状況が続いた。エイルウィン以降の大統領選では連合として独自候補を立てているが、決選投票となった場合はコンセルタシオン・デモクラシアの候補者を支持している。2005年の大統領選においても、第一回投票では共闘を組むウマニスタ党の党首を候補に立てたが、敗退後の決選投票(2006年1月)ではチリ社会党出身のミシェル・バチェレを支持し、バチェレ支持を拒否するウマニスタ党などと分裂する結果となった。
2009年12月の大統領選挙ではホルテ・アラヘ候補を統一候補として擁立し6％余を獲得した。過半数に達した候補がいなかったため翌年1月に行われる運びとなった決選投票ではコンセルタシオンのエドゥアルド・フレイ候補を支持することを明らかにした。同時に実施された国会議員選挙ではコンセルタシオンと選挙協力したことで36年ぶりに下院で3議席を獲得した。
2013年5月、共産党首のテエイリエルは11月に予定されている大統領選挙において中道左派連合の大統領候補に指名されたバチェレを第1回投票から支持することを表明。バチェレ候補もこの提案を受諾した。2013年11月（第1回投票）と12月（決選投票）に行われたチリ大統領選挙では、野党による政党連合「新多数派」（Nueva Mayoría）に参加。大統領選第1回投票と同時に実施された上下両院選挙では、下院で6議席を獲得し、改選前の3議席から倍増させた。
2021年チリ総選挙において、Apruebo Dignidadに加盟していたチリ共産党は、拡大戦線・社会的収斂のガブリエル・ボリッチを大統領候補として擁立した。

## 所属した著名な人物
- パブロ・ネルーダ－詩人、外交官。駐仏大使時代の1971年にノーベル文学賞を受賞。チリ・クーデター直後に急死
- ビクトル・ハラ－フォルクローレのシンガーソングライター。チリ・クーデター直後、軍によって逮捕され虐殺
- ビオレータ・パラ

## 党指導者
- ルイス・エミリオ・レカバーレン(結党時)
- ルイス・コルバラン Luis Corvalán (アジェンデ政権当時から民政復帰まで)
- グラディス・マリン Gladys Marín(民政復帰から2004年まで)

グラディス・マリンはピノチェト運動の女性活動家として党派を越えた人気があったため、2005年に死去した際、国会に議席がなかった野党の党首にもかかわらず、国を挙げて国葬に準ずるような追悼となった。